# Campeonato Europeo de Hockey sobre Hierba Masculino de 1995
El VII Campeonato Europeo de Hockey sobre Hierba Masculino se celebró en Dublín (Irlanda), entre el 16 de agosto y el 27 de agosto de 1995, bajo la organización de la Federación Europea de Hockey (EHF) y la Federación Irlandesa de Hockey.

## Grupos
| Grupo A      | Grupo B     |
| ------------ | ----------- |
| Bélgica      | Alemania    |
| Escocia      | Bielorrusia |
| España       | Inglaterra  |
| Francia      | Irlanda     |
| Gales        | Polonia     |
| Países Bajos | Suiza       |

## Fase preliminar

### Grupo A
| Equipo       | J | G | E | P | GF | GC | DG  | PTS |
| ------------ | - | - | - | - | -- | -- | --- | --- |
| Países Bajos | 5 | 4 | 1 | 0 | 17 | 4  | +13 | 9   |
| Bélgica      | 5 | 3 | 2 | 0 | 11 | 6  | +5  | 8   |
| España       | 5 | 3 | 1 | 1 | 11 | 6  | +5  | 7   |
| Gales        | 5 | 1 | 1 | 3 | 4  | 9  | -5  | 3   |
| Francia      | 5 | 0 | 2 | 3 | 5  | 13 | -8  | 2   |
| Escocia      | 5 | 0 | 1 | 4 | 3  | 13 | -10 | 1   |

- Encuentros disputados

| Fecha    | Partido      | Partido | Partido      | Resultado |
| -------- | ------------ | ------- | ------------ | --------- |
| 16.08.95 | Bélgica      | -       | Gales        | 3 - 1     |
| 16.08.95 | España       | -       | Francia      | 3 - 1     |
| ??.08.95 | Escocia      | -       | Países Bajos | 1- 4      |
| 17.08.95 | España       | -       | Gales        | 2 - 0     |
| ??.08.95 | Países Bajos | -       | Francia      | 6 - 1     |
| 18.08.95 | Bélgica      | -       | Escocia      | 3 - 1     |
| 19.08.95 | Países Bajos | -       | España       | 3 - 1     |
| 19.08.95 | Francia      | -       | Bélgica      | 1 - 2     |
| 19.08.95 | Gales        | -       | Escocia      | 2 - 0     |
| ??.08.95 | Francia      | -       | Escocia      | 1 - 1     |
| ??.08.95 | Gales        | -       | Países Bajos | 0 - 3     |
| 21.08.95 | Bélgica      | -       | España       | 2 - 2     |
| 22.08.95 | Países Bajos | -       | Bélgica      | 1 - 1     |
| 22.08.95 | Escocia      | -       | España       | 0 - 3     |
| 23.08.95 | Francia      | -       | Gales        | 1 - 1     |

### Grupo B
| Equipo      | J | G | E | P | GF | GC | DG  | PTS |
| ----------- | - | - | - | - | -- | -- | --- | --- |
| Alemania    | 5 | 4 | 0 | 1 | 23 | 3  | +20 | 8   |
| Inglaterra  | 5 | 3 | 2 | 0 | 15 | 8  | +7  | 8   |
| Polonia     | 5 | 2 | 1 | 2 | 8  | 11 | -3  | 5   |
| Irlanda     | 5 | 1 | 2 | 2 | 5  | 7  | -2  | 4   |
| Suiza       | 5 | 1 | 1 | 3 | 8  | 19 | -11 | 3   |
| Bielorrusia | 5 | 1 | 0 | 4 | 7  | 18 | -11 | 2   |

- Encuentros disputados

| Fecha    | Partido     | Partido | Partido     | Resultado |
| -------- | ----------- | ------- | ----------- | --------- |
| ??.08.95 | Irlanda     | -       | Bielorrusia | 2 - 1     |
| ??.08.95 | Polonia     | -       | Suiza       | 3 - 2     |
| 17.08.95 | Inglaterra  | -       | Alemania    | 3 - 2     |
| 18.08.95 | Bielorrusia | -       | Alemania    | 0 - 9     |
| 18.08.95 | Irlanda     | -       | Suiza       | 1 - 2     |
| 18.08.95 | Polonia     | -       | Inglaterra  | 1 - 3     |
| ??.08.95 | Alemania    | -       | Polonia     | 3 - 0     |
| ??.08.95 | Irlanda     | -       | Inglaterra  | 1 - 1     |
| ??.08.95 | Bielorrusia | -       | Suiza       | 4 - 0     |
| ??.08.95 | Alemania    | -       | Suiza       | 7 - 0     |
| 22.08.95 | Inglaterra  | -       | Bielorrusia | 4 - 0     |
| 22.08.95 | Irlanda     | -       | Polonia     | 1 - 1     |
| 23.08.95 | Suiza       | -       | Inglaterra  | 4 - 4     |
| 23.08.95 | Polonia     | -       | Bielorrusia | 3 - 2     |
| 23.08.95 | Irlanda     | -       | Alemania    | 0 - 2     |

## Fase final
|  | Semifinales   | Semifinales   |      |               | Final         | Final |  |
|  |               |               |      |               |               |       |  |
|  |               |               |      |               |               |       |  |
|  | 24 / 8 / 1995 |               |      |               |               |       |  |
|  | Países Bajos  | 7             |      |               |               |       |  |
|  | Bélgica       | 1             |      |               |               |       |  |
|  |               |               |      |               |               |       |  |
|  |               |               |      |               | 27 / 8 / 1995 |       |  |
|  |               |               |      |               | Países Bajos  | 2(8)  |  |
|  |               | Alemania      | 2(9) |               |               |       |  |
|  |               |               |      |               |               |       |  |
|  |               |               |      |               |               |       |  |
|  |               |               |      |               | Tercer lugar  |       |  |
|  | 24 / 8 / 1995 | 24 / 8 / 1995 |      | 27 / 8 / 1995 | 27 / 8 / 1995 |       |  |
|  | Alemania      | 4             |      | Bélgica       | 1             |       |  |
|  | Inglaterra    | 0             |      |               | Inglaterra    | 2     |  |

### Puestos 9º a 12º
| Fecha    | Partido | Partido | Partido     | Resultado |
| -------- | ------- | ------- | ----------- | --------- |
| ??.08.95 | Francia | -       | Bielorrusia | 2-4       |
| ??.08.95 | Suiza   | -       | Escocia     | 2-3       |

### Puestos 5º a 8º
| Fecha    | Partido | Partido | Partido | Resultado |
| -------- | ------- | ------- | ------- | --------- |
| 24.08.95 | España  | -       | Irlanda | 1-3       |
| ??.08.95 | Polonia | -       | Gales   | 3-1       |

### Semifinales
| Fecha    | Partido      | Partido | Partido    | Resultado |
| -------- | ------------ | ------- | ---------- | --------- |
| 24.08.95 | Países Bajos | -       | Bélgica    | ?-?       |
| 24.08.95 | Alemania     | -       | Inglaterra | ?-?       |

### Undécimo Puesto
| Fecha    | Partido | Partido | Partido | Resultado         |
| -------- | ------- | ------- | ------- | ----------------- |
| ??.08.95 | Francia | -       | Suiza   | 2-2 4-5 (t. pen.) |

### Noveno Puesto
| Fecha    | Partido     | Partido | Partido | Resultado |
| -------- | ----------- | ------- | ------- | --------- |
| ??.08.95 | Bielorrusia | -       | Escocia | 4-2       |

### Séptimo Puesto
| Fecha    | Partido | Partido | Partido | Resultado |
| -------- | ------- | ------- | ------- | --------- |
| 27.08.95 | España  | -       | Gales   | 1-2       |

### Quinto Puesto
| Fecha    | Partido | Partido | Partido | Resultado |
| -------- | ------- | ------- | ------- | --------- |
| ??.08.95 | Irlanda | -       | Polonia | 4-3       |

### Tercer Puesto
| Fecha    | Partido | Partido | Partido    | Resultado |
| -------- | ------- | ------- | ---------- | --------- |
| ??.08.95 | Bélgica | -       | Inglaterra | 1-2       |

### Final
| Fecha    | Partido  | Partido | Partido      | Resultado         |
| -------- | -------- | ------- | ------------ | ----------------- |
| 27.08.95 | Alemania | -       | Países Bajos | 2-2 9-8 (t. pen.) |

## Medallero
|          |              |            |
| Alemania | Países Bajos | Inglaterra |

## Estadísticas

### Clasificación general
| 1. Alemania     |
| 2. Países Bajos |
| 3. Inglaterra   |
| 4. Bélgica      |
| 5. Irlanda      |
| 6. Polonia      |
| 7. Gales        |
| 8. España       |
| 9. Bielorrusia  |
| 10. Escocia     |
| 11. Suiza       |
| 12. Francia     |

### Máximos goleadores
| Jugador              | Selección  | Goles |
| -------------------- | ---------- | ----- |
| Calum Giles          | Inglaterra | 9     |
| Christoph Bechmann   | Alemania   | 7     |
| Andreas Becker       | Alemania   | 7     |
| Slawomir Lukaszewski | Polonia    | 7     |